# Kurfürstentum Hessen
Kurfürstentum Hessen, auch kurz Kurhessen, war die ab 1815 weithin gebräuchliche Bezeichnung für die Landgrafschaft Hessen-Kassel, deren Landesherr im Jahre 1803 zum Kurfürsten erhoben worden war. Im weiteren Sinne bezeichnete Kurhessen bzw. Kurfürstentum Hessen die Gesamtheit der von dem Kurfürsten regierten Territorien, die dann erst mit der Verwaltungsreform von 1821 unter eine einheitliche Verwaltung gestellt wurden. Durch Napoleon 1807 aufgelöst, kam der größte Teil der Fläche zum Königreich Westphalen. Durch die Beschlüsse des Wiener Kongresses 1814/15 wurde das Kurfürstentum restituiert und war dann bis zur Annexion durch Preußen 1866 Mitglied im Deutschen Bund. In der Geschichtswissenschaft wird es häufig Hessen-Kassel genannt, zur Unterscheidung von Hessen-Darmstadt.

## Geschichte

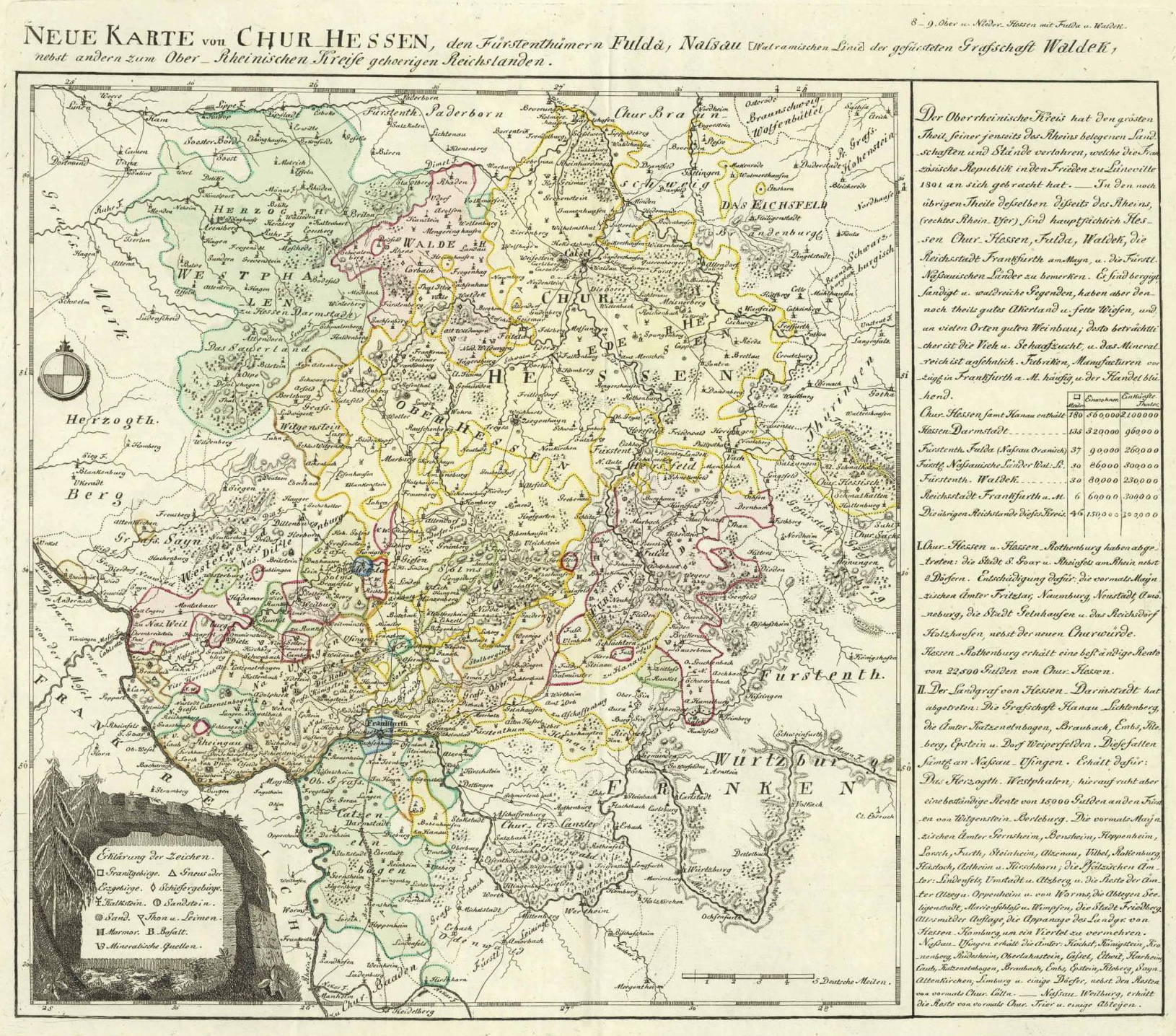
Karte Kurhessen 1788

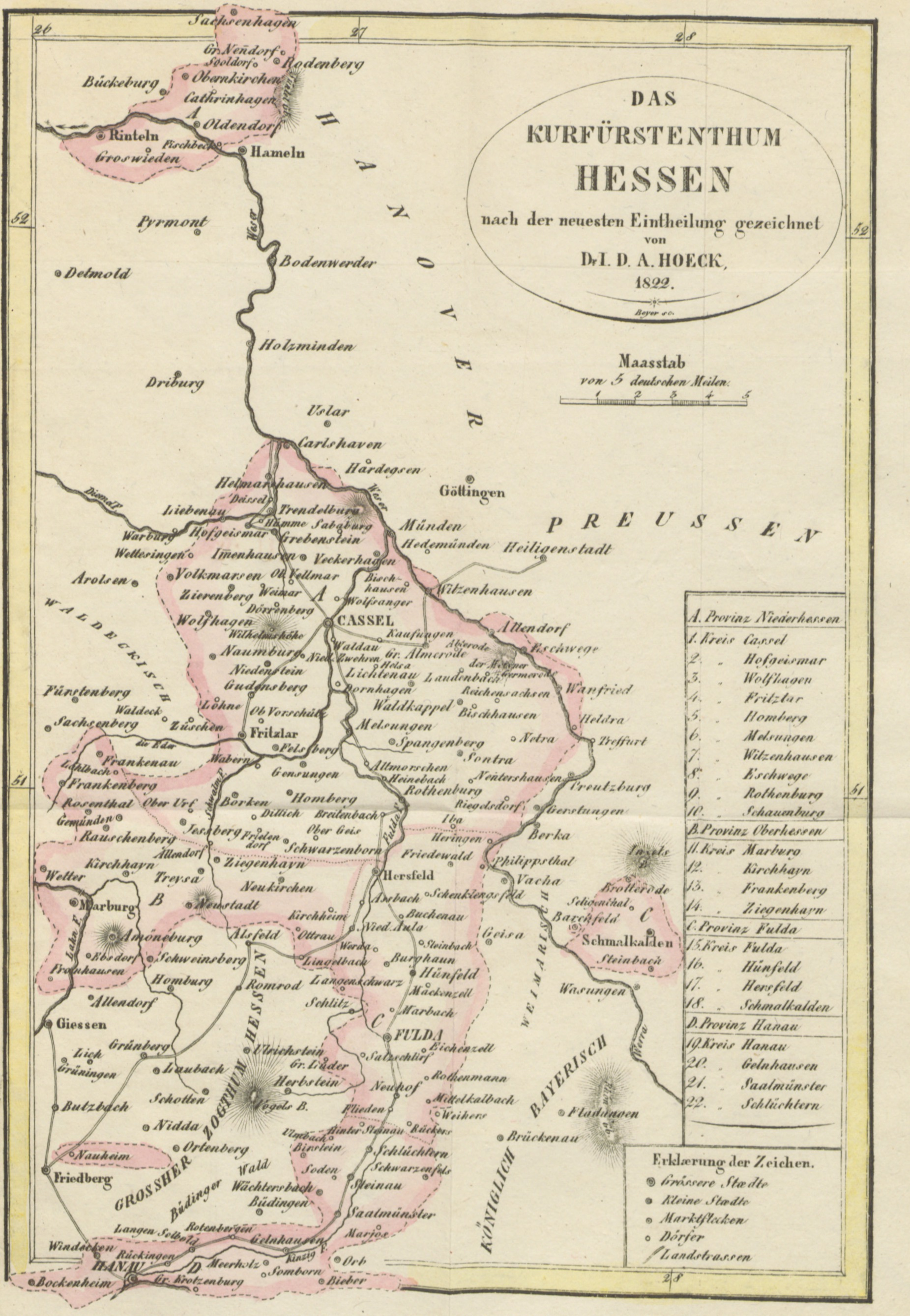
Kurfürstenthum Hessen, Karte von J. D. A. Hoeck 1822

### Vorgeschichte
Die Landgrafschaft Hessen-Kassel entstand 1567 durch eine Erbteilung der Landgrafschaft Hessen nach dem Tod des Landgrafen Philipp I. von Hessen, des Großmütigen. Der älteste Sohn Philipps, Wilhelm IV., erhielt mit Hessen-Kassel etwa die Hälfte des Territoriums einschließlich der Hauptstadt Kassel. Das Erbe der brüderlichen Linien Hessen-Marburg und Hessen-Rheinfels fiel nach deren Aussterben binnen einer Generation an Hessen-Kassel und die Landgrafschaft Hessen-Darmstadt.

### Letzte Jahre im Heiligen Römischen Reich Deutscher Nation
Gleichzeitig mit dem 1803 vollzogenen Reichsdeputationshauptschluss und der Säkularisation der geistlichen Herrschaften wurde der Landgraf von Hessen-Kassel, Wilhelm IX., zum Kurfürsten (Wilhelm I.) des Heiligen Römischen Reichs Deutscher Nation erhoben. Aus dieser persönlichen Rangerhöhung leitete sich die Bezeichnung Kurfürstentum Hessen oder auch Kurhessen für die von ihm beherrschten Gebiete ab, die allerdings erst 1821 unter eine einheitliche Verwaltung gebracht wurden. Das Reichsfürstentum, an dessen Herrscher die Kurwürde gebunden war, war weiterhin die Landgrafschaft Hessen-Kassel, und bei einem Erlöschen der Linie Hessen-Kassel sollte die Kurwürde an den Darmstädter Zweig des Hauses Hessen übergehen. Zu wählen gab es für den neuen Kurfürsten allerdings nichts mehr: Kaiser Franz II. löste das Reich drei Jahre später auf.
Der Reichsdeputationshauptschluss brachte dem neuen Kurfürsten auch territorialen Gewinn. Dazu zählten die in Ober- und Niederhessen (Raum Marburg und Kassel) gelegenen kurmainzischen Enklaven Amöneburg, Neustadt, Fritzlar und Naumburg sowie das Gericht Katzenberg am Nordrand des Vogelsbergs, die im sogenannten Fürstentum Fritzlar vereinigt wurden und an Hessen-Kassel kamen, sowie die ehemals fuldischen Ämter Salmünster, Ulmbach, Herolz und Romsthal und die kurmainzischen Dörfer Großkrotzenburg und Großauheim. Die formal noch bestehende Pfandschaft des Reiches über die Reichsstadt Gelnhausen wurde zu Gunsten des Kurfürsten aufgegeben. Der Landgraf hatte die Stadt aber faktisch schon seit der Hanauer Erbschaft von 1736 besessen. 1806 stellten die Grafen von Degenfeld das Gericht Ramholz unter die Landeshoheit des Kurfürsten.
Kurfürst Wilhelm I. trat dem von Napoleon dominierten Rheinbund nicht bei und versuchte neutral zu bleiben. Vor Beginn des Vierten Koalitionskriegs verhandelte er ergebnislos mit Preußen über eine Allianz, erklärte aber nach dem französischen Angriff auf Preußen in völliger Verkennung seiner Situation die Neutralität Kurhessens. Daraufhin besetzte Napoléon das Land und schlug es nach dem Frieden von Tilsit 1807 nahezu vollständig dem per Dekret vom 18. August 1807 neu gebildeten Königreich Westphalen seines Bruders Jérôme zu.

### Kurhessen als Staat des Deutschen Bundes
Nach dem Untergang des napoleonischen Reiches wurde Kurhessen restituiert. Kurfürst Wilhelm I. versuchte auf dem Wiener Kongress vergeblich, den nach dem germanischen Stammesnamen der Urhessen benannten Titel eines „Königs der Chatten“ zu erhalten. Er behielt den Titel „Kurfürst“, durfte sich aber nunmehr „Königliche Hoheit“ nennen lassen. Zum Gesamtstaat Kurhessen gehörten neben der Landgrafschaft Hessen und der ehemaligen Grafschaft Ziegenhain die Fürstentümer Fritzlar, Hanau und Hersfeld. Weiterhin zählten mehrere Exklaven zum Territorium von Kurhessen, so die Grafschaft Schaumburg (um Rinteln) an der Weser (seit 1640) und die Herrschaft Schmalkalden (seit 1360/1583) im heutigen Thüringen.
1816 kamen das Territorium des vormaligen Hochstifts Fulda als Großherzogtum Fulda und ca. die Hälfte des nördlich des Mains gelegenen Teils des Fürstentums Isenburg unter die Souveränität des Kurfürsten und ab 1822 zum kurhessischen Staat. Die Titulatur des regierenden Fürsten lautete nunmehr: Kurfürst und souveräner Landgraf von Hessen, Großherzog von Fulda, Fürst zu Hersfeld, Fürst zu Hanau, Fürst zu Fritzlar und Fürst zu Isenburg, Graf zu Katzenelnbogen, Graf zu Dietz, Graf zu Ziegenhain, Graf zu Nidda, Graf zu Schaumburg etc. Das Mitte 1816 von Österreich an das Großherzogtum Hessen abgetretene Fürstentum Isenburg wurde noch am Tag der Übergabe auf Grund eines Territorial-Ausgleichsvertrags der beiden hessischen Souveräne geteilt. Kurhessen gewann dabei etwa die Hälfte der Fläche des nördlich des Mains gelegenen Teils des bis 1806 bestehenden (Reichs-)Fürstentums Isenburg (Isenburg-Birstein), nämlich die Gerichte Langenselbold und Reichenbach (Birstein), und der ysenburgischen Grafschaften (Ysenburg-Büdingen-Meerholz, die Gerichte Gründau und Meerholz, sowie von Ysenburg-Büdingen-Wächtersbach die Gerichte Wächtersbach und den Ort Wolferborn).

### Innenpolitik

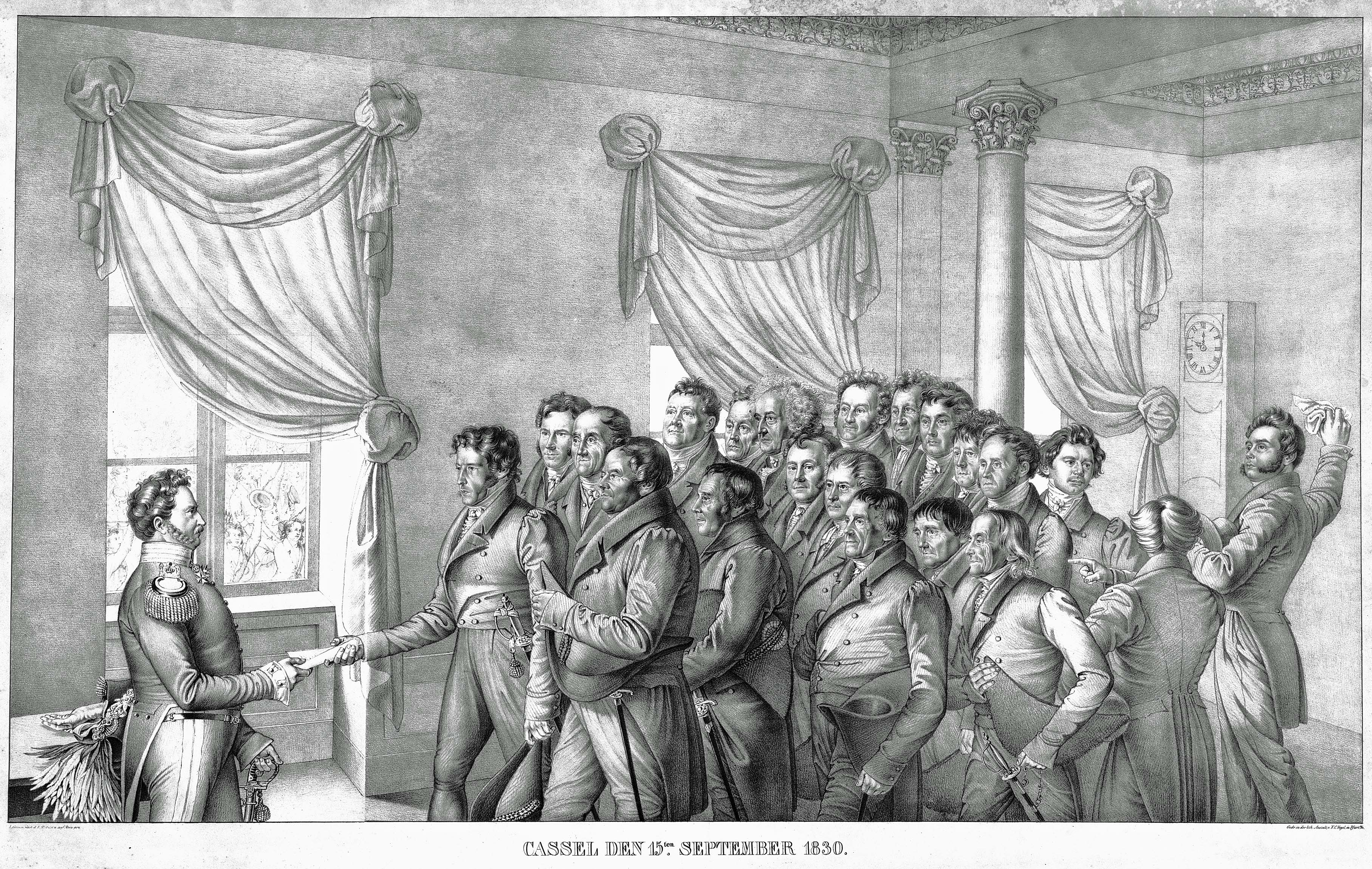
Bürgerdeputation am 15. September 1830, Das Verfassungsbild von Ludwig Emil Grimm

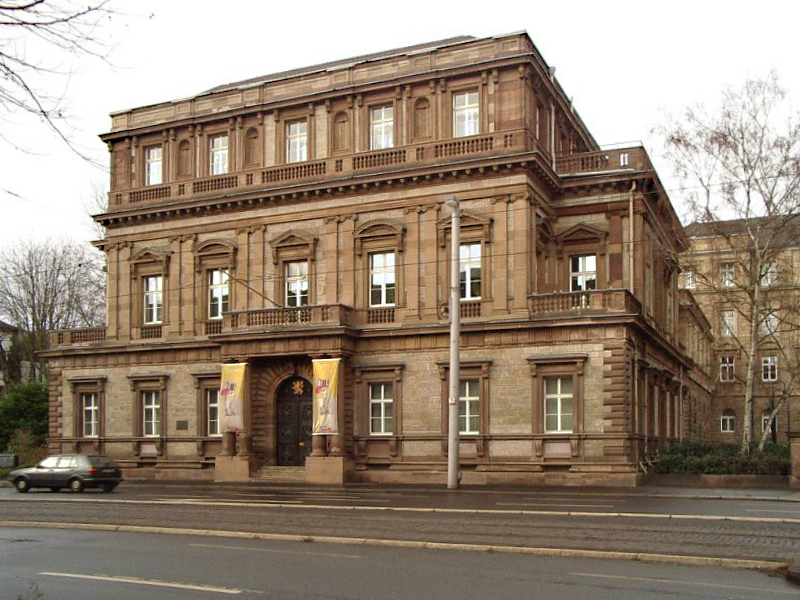
Das Ständehaus in Kassel war ab 1836 Tagungsort der Landstände

Kurfürst Wilhelm I. betrieb eine Revisionspolitik, die darauf abzielte, vieles von dem, was in napoleonischer Zeit eingeführt worden war, rückgängig zu machen. Äußeres formales Zeichen dafür war, dass beim Militär und bei Hofe die Perücke mit Zopf wieder eingeführt wurde.
Sowohl Wilhelm I., vor allem aber seine beiden Nachfolger, Wilhelm II. und Friedrich Wilhelm, gerieten mit dem wirtschaftlich erstarkten Bürgertum wiederholt in Auseinandersetzungen. Es kam sowohl 1830 als auch 1848 zu heftigen revolutionären Ausbrüchen – und im Zuge der Julirevolution von 1830 – unter federführender Mitwirkung des Marburger Staatsrechtlers Sylvester Jordan – zur Kurhessischen Verfassung von 1831: eine der fortschrittlichsten konstitutionellen Verfassungen Europas. Ein Kernpunkt war die Schaffung der kurhessischen Ständeversammlung. Beide Male schlugen nach Abklingen der Revolution die Kurfürsten und die von ihnen eingesetzten konservativen Regierungen mit einer reaktionären Politik zurück. Der bekannteste Regierungschef war der zweimal (1832–1837, 1850–1855) als Innen- und Justizminister tätige Ludwig Hassenpflug. Die Verfassung wurde gebrochen und außer Kraft gesetzt.
1850 kam es zum Kurhessischen Verfassungskonflikt. Dabei gelang es dem Kurfürsten Friedrich Wilhelm zwar, die liberale Verfassung wieder außer Kraft zu setzen, allerdings nur um den Preis einer Intervention ausländischer Truppen, der sogenannten „Strafbayern“, da das eigene Militär die Gefolgschaft verweigerte. Darüber hinaus verlor er durch diesen Schritt vollständig das Vertrauen des Bürgertums. Hinzu kamen bei den hessischen Kurfürsten eine für die Verhältnisse bürgerlicher Moral untragbare „Maitressenwirtschaft“ und scharfe Generationenkonflikte, die das Ansehen der Monarchie beschädigten. Wilhelm I. hatte mit mindestens drei Maitressen zahlreiche Kinder. Wilhelm II. hatte seine Frau, die preußische Prinzessin Auguste, verlassen und lebte mit der Bürgerlichen Emilie Ortlöpp (später von ihm zur Gräfin von Reichenbach-Lessonitz erhoben) zusammen. Friedrich Wilhelm hatte Gertrude Lehmann geheiratet, die sich seinetwegen von einem Offizier hatte scheiden lassen; sie wurde später Gräfin von Schaumburg und Fürstin Hanau von und zu Hořowitz.

### Wirtschaft
Die Wirtschaft des Kurstaates war landwirtschaftlich geprägt. Der einzige Bereich, der eine frühe Industrialisierung erlebte, war der südlichste Landesteil, das Fürstentum Hanau, seit 1821 die Provinz Hanau mit den beiden Städten Bockenheim (ab 1886 zum Stadtkreis Frankfurt a. M. gehörig) und Hanau. Die unterschiedliche wirtschaftliche Dynamik, die andersartige Ausrichtung, eher auf Frankfurt am Main und auf Süddeutschland, führte dazu, dass dort in jeder der zahlreichen Krisen des Kurstaats ausgeprägt oppositionelle Tendenzen bestanden. Hier spielte eine Rolle, dass 1841 die norddeutsche Taler-Währung endgültig auf das gesamte kurhessische Gebiet ausgedehnt wurde und die südliche Landesgrenze zur Währungsgrenze gegenüber dem Gulden-Gebiet wurde. Hinzu kam die verfehlte Strukturpolitik der Regierung in Kassel. So erfolgte z. B. die Entwicklung des Eisenbahnwesens viel zu spät und zögerlich. Zudem entschied die Regierung sich, die erste Nord-Süd-Verbindung der Eisenbahn von Kassel nach Frankfurt über die großherzoglich hessische Provinz Oberhessen zu favorisieren, die Main-Weser-Bahn, statt sich für die Route über Fulda und Hanau zu entscheiden (die spätere Frankfurt-Bebraer Eisenbahn). So blieb Fulda bis in die Zeit der preußischen Annexion ohne Eisenbahnanschluss.

### Annexion durch Preußen
Kurhessen stand im Deutschen Krieg auf österreichischer Seite und gehörte damit zu den Verlierern. Es wurde von Preußen 1866 besetzt und annektiert. Noch vor dem Abschluss des Prager Friedens vom 23. August 1866 und zwei Tage vor Schaffung des Norddeutschen Bundes verkündete der preußische König Wilhelm am 16. August 1866 beiden Häusern des preußischen Landtages die Absicht, Hannover, Hessen-Kassel, Nassau und die Stadt Frankfurt am Main auf immer mit der preußischen Monarchie zu vereinigen. Beide Häuser wurden aufgefordert, hierzu ihre verfassungsmäßige Zustimmung zu erteilen. Der entsprechende Gesetzentwurf sah vor, dass die preußische Verfassung am 1. Oktober 1867 in den genannten Territorien in Kraft treten sollte. Das von beiden Häusern des preußischen Landtages angenommene Gesetz wurde vom König am 20. September 1866 unterzeichnet und anschließend in der Gesetzsammlung veröffentlicht.
Die Bevölkerung Kurhessens leistete gegen die Annexion keinen nennenswerten Widerstand. Im Vorfeld hatte es bereits Bestrebungen und Kontakte seitens des hessischen Bürgertums gegeben, um diesen Vorgang zu betreiben, zu unterstützen und den ungeliebten Kurfürsten loszuwerden. Dieser ging ins Exil nach Böhmen. Preußen annektierte den Kurstaat, das Herzogtum Nassau, den hessen-darmstädtischen Landkreis Biedenkopf (hessisches Hinterland) und die Freie Stadt Frankfurt. Es vereinigte sie nach kleineren Grenzkorrekturen gegenüber dem Königreich Bayern und dem Großherzogtum Hessen-Darmstadt (beide ebenfalls auf der Verliererseite des Krieges) 1868 zur preußischen Provinz Hessen-Nassau, in der das bisherige Kurhessen in dem bereits 1867 gebildeten Regierungsbezirk Kassel aufging. 1944 wurde aus diesem, jedoch ohne die Kreise Schmalkalden, Hanau, Schlüchtern und Gelnhausen, die Provinz Kurhessen gebildet.

### Land Hessen
Am 19. September 1945 ging die ehemalige Provinz Hessen-Nassau im neu gegründeten Land Groß-Hessen auf, das 1946 seinen Namen in Hessen änderte.

## Verwaltungsgliederung
Am 21. August 1821 wurde Kurhessen zum Zwecke der Verwaltung in vier Provinzen und 22 Kreise eingeteilt. Die beiden althessischen Provinzen Niederhessen (Hauptstadt: Kassel) und Oberhessen (Marburg) lagen im Nordwesten des Landes. Im Südosten lag die aus dem Hochstift Fulda hervorgegangene Provinz Fulda mit der ehemals zur Grafschaft Henneberg gehörigen Exklave, dem Landkreis Herrschaft Schmalkalden, wiederum südlich an diese anschließend die aus dem ehemaligen Fürstentum Hanau gebildete Provinz Hanau. Die Kreise der vier Provinzen waren:
| - Provinz Niederhessen - Kreis Eschwege - Kreis Fritzlar - Kreis Hofgeismar - Kreis Homberg - Kreis Kassel - Kreis Melsungen - Kreis Rotenburg - Kreis Schaumburg - Kreis Witzenhausen - Kreis Wolfhagen | - Provinz Oberhessen - Kreis Frankenberg - Kreis Marburg - Kreis Kirchhain - Kreis Ziegenhain | - Provinz Fulda - Kreis Fulda - Kreis Hersfeld - Kreis Hünfeld - Kreis Schmalkalden | - Provinz Hanau - Kreis Hanau - Kreis Gelnhausen - Kreis Salmünster (bis 1829) - Kreis Schlüchtern |

Die Kreise Grafschaft Schaumburg und Schmalkalden lagen dabei als Exklaven außerhalb des Hauptterritoriums auf heute niedersächsischem bzw. thüringischem Gebiet.
Mit dieser Verwaltungsneuordnung verbunden war die Trennung der Rechtsprechung von der Verwaltung. Für die nun selbstständigen Gerichte siehe die Liste der Gerichte im Kurfürstentum Hessen.
Am 31. Oktober 1848 wurden die kurhessischen Provinzen und Kreise abgeschafft. An ihre Stelle traten neun Bezirke sowie 21 Verwaltungsämter (auf Grundlage der mittlerweile nur noch 21 Kreise):
- Eschwege (Verwaltungsämter Eschwege und Witzenhausen)
- Fritzlar (Fritzlar, Homberg und Ziegenhain)
- Fulda (Hünfeld und Fulda)
- Hanau (Gelnhausen, Hanau und Schlüchtern)
- Hersfeld (Hersfeld, Melsungen und Rotenburg)
- Kassel (Hofgeismar, Kassel und Wolfhagen)
- Marburg (Frankenberg, Kirchhain und Marburg)
- Rinteln (Rinteln, d. h. Schaumburg)
- Schmalkalden (Schmalkalden)

Zum 15. September 1851 wurde diese Reform rückgängig gemacht und die Verwaltungsgliederung von 1821 wiederhergestellt. Diese Kreiseinteilung blieb auch nach der Annexion durch Preußen erhalten. Die meisten der 1821 geschaffenen Kreise existierten bis zur Gebietsreform in Hessen in den 1970er Jahren (ab 1945 in Groß-Hessen und später in Hessen als Landkreise).

## Die hessischen Kurfürsten
| Regierungszeit | Kurfürst          | Bemerkung |
| -------------- | ----------------- | --- |
| 1785–1821      | Wilhelm IX./I.    | Regierte als Wilhelm IX. bereits seit 1760 in der Grafschaft Hanau, bis 1764 durch seine Mutter, Landgräfin Maria als Vormund; erhielt 1803 mit dem Reichsdeputationshauptschluss die Kurfürstenwürde und wurde Kurfürst Wilhelm I.; musste von 1806 bis 1813 dem napoleonischen Königreich Westphalen weichen; hatte seit dem Wiener Kongress – wie alle anderen Souveräne im Deutschen Bund – das persönliche Prädikat „königliche Hoheit“. |
| 1821–1847      | Wilhelm II.       | Floh 1831 aus Kassel und überließ seinem Sohn (formell als „Mitregenten“) die Regierungsgeschäfte. |
| 1847–1866      | Friedrich Wilhelm | Regierte bereits seit 1831 faktisch allein für seinen geflohenen Vater als formeller Mitregent; ging nach der preußischen Annexion 1866 ins Exil; dort 1875 verstorben, ohne einen legitimen Thronprätendenten zu hinterlassen. |

## Wappen

Das Große Wappen des Kurfürstentums Hessen

Wappen des Kurfürstentums Hessen 1803–1806

Blasonierung: Das Große Wappen des Kurfürstentums Hessen zeigt einen zweimal gespaltenen und zweimal geteilten Schild, dessen zweites und achtes Feld nochmals quergeteilt ist. Die Felder enthalten folgende Wappen:
1. Großherzogtum Fulda (1815 von Preußen erhalten): in Silber ein facettiertes, schwarzes Kreuz
2a. oben – Fürstentum Hanau (1736 erhalten nach Aussterben der Grafen von Hanau): das Feld ist geviert und mit einem Mittelschild belegt. Der Mittelschild, von Rot über Gold geteilt, ist das Wappen der Herrschaft Münzenberg. Das erste und vierte Quartier zeigt das Wappen der Grafschaft Hanau: in Gold drei rote Sparren übereinander. Das zweite und dritte Quartier zeigt das Wappen der Grafschaft Rieneck: achtfach von Rot und Gold quer gestreift.
2b. unten – Grafschaft Katzenelnbogen (1479 an Hessen): in Gold ein blau gekrönter, roter Löwe.
3. Fürstentum Hersfeld (ehemalige Abtei, 1648 an Hessen): in Silber ein rotes Patriarchenkreuz.
4. Grafschaft Ziegenhain (1450 an Hessen): von Schwarz über Gold geteilt, oben ein sechsstrahliger, facettierter silberner Stern.
5. Landgrafschaft Hessen: in Blau ein von Silber und Rot zehnfach quergestreifter, gekrönter, goldbewehrter Löwe.
6. Grafschaft Nidda (1450 an Hessen): von Schwarz über Gold geteilt, oben zwei achtstrahlige, facettierte silberne Sterne.
7. Fürstentum Fritzlar (vormals Kurmainzische Enklaven, 1803 an Hessen-Kassel): in Blau ein schwebendes goldenes Hochkreuz.
8a. oben – Grafschaft Diez (1479 an Hessen): in Rot zwei goldene Leoparden übereinander.
8b. unten – Grafschaft Schaumburg (1648 an Hessen): In Rot ein von Silber über Rot quergeteiltes Schildchen umgeben von einem silbernen Zackenrand (Nesselblatt).
9. Fürstentum Isenburg (1816 an Kurhessen): in Silber zwei schwarze Querbalken.
Auf dem von zwei königlich gekrönten, vorwärtssehenden, einschwänzigen, goldenen Löwen gehaltenen Schild ruht eine Königskrone (seit 1815, als Kurfürst Wilhelm I.). Unter dem Wappen befinden sich der Orden Pour la vertu militaire, der Hausorden vom Goldenen Löwen und der Orden vom Eisernen Helm.

## Fortbestand der Bezeichnung Kurhessen
Die Bezeichnung „Kurhessen“ wird bis heute als regionale Bezeichnung weiter verwandt, so in der Bezeichnung Evangelische Kirche von Kurhessen-Waldeck, die in etwa das alte Territorium Kurhessens einschließlich der Exklave Schmalkalden sowie Waldeck umfasst. Ebenso findet sich die alte Bezeichnung in der Kurhessen-Therme oder der Kurhessenbahn.